# 2015-ös brazil labdarúgó-bajnokság (másodosztály)
A Brasileiro Série B 35-ik szezonjában a Botafogo csapata végzett a bajnokság élén. Az utolsó négy helyezett együttes (Macaé, ABC, Boa, Mogi Mirim) a következő szezonban, a harmadosztály küzdelmeiben vesz részt.

## Változások az előző idényhez képest
A Série B-ből feljutott a Série A-ba.
- Joinville
- Ponte Preta
- Vasco da Gama
- Avaí

A Série A-ból kiesett a Série B-be
- Vitória
- Bahia
- Botafogo
- Criciúma

## Részt vevő csapatok
| Csapat              | Város              | Állam | Stadion                  | Férőhely |
| ------------------- | ------------------ | ----- | ------------------------ | -------- |
| ABC                 | Natal              | RN    | Frasqueirão              | 15 082   |
| América Mineiro     | Belo Horizonte     | MG    | Independência            | 23 000   |
| Atlético Goianiense | Goiânia            | GO    | Serra Dourada            | 41 574   |
| Bahia               | Salvador           | BA    | Arena Fonte Nova         | 48 747   |
| Boa                 | Varginha           | MG    | Melão                    | 15 471   |
| Botafogo            | Rio de Janeiro     | RJ    | Maracanã                 | 78 838   |
| Bragantino          | Bragança Paulista  | SP    | Nabi Abi Chedid          | 17 022   |
| Ceará               | Fortaleza          | CE    | Presidente Vargas        | 20 268   |
| CRB                 | Maceió             | AL    | Trapichão                | 20 801   |
| Criciúma            | Criciúma           | SC    | Heriberto Hülse          | 28 749   |
| Luverdense          | Lucas do Rio Verde | MT    | Passo das Emas           | 10 000   |
| Macaé               | Macaé              | RJ    | Moacyrzão                | 16 000   |
| Mogi Mirim          | Mogi Mirim         | SP    | Romildão                 | 19 900   |
| Náutico (PE)        | Recife             | PE    | Arena Pernambuco         | 46 154   |
| Oeste               | Itápolis           | SP    | Idenor Picardi Semeghini | 16 143   |
| Paraná              | Curitiba           | PR    | Durival Britto e Silva   | 20 083   |
| Paysandu            | Belém              | PA    | Curuzú                   | 16 200   |
| Sampaio Corrêa      | São Luís           | MA    | Castelão                 | 40 000   |
| Santa Cruz          | Recife             | PE    | Arruda                   | 60 044   |
| Vitória             | Salvador           | BA    | Barradão                 | 35 632   |

## Tabella
| #   | Csapat              | M  | GY | D  | V  | G+ – G– | GK  | P  | Megjegyzések    |
| --- | ------------------- | -- | -- | -- | -- | ------- | --- | -- | --------------- |
| 1.  | Botafogo (B)        | 38 | 21 | 9  | 8  | 60–30   | +30 | 72 | 2016-os Série A |
| 2.  | Santa Cruz          | 38 | 20 | 7  | 11 | 63–43   | +20 | 67 | 2016-os Série A |
| 3.  | Vitória             | 38 | 19 | 9  | 10 | 58–40   | +18 | 66 | 2016-os Série A |
| 4.  | América Mineiro     | 38 | 19 | 8  | 11 | 55–39   | +16 | 65 | 2016-os Série A |
| 5.  | Náutico             | 38 | 18 | 9  | 11 | 49–42   | +7  | 63 |                 |
| 6.  | Bragantino          | 38 | 19 | 3  | 16 | 56–56   | 0   | 60 |                 |
| 7.  | Paysandu Ú          | 38 | 17 | 9  | 12 | 49–40   | +9  | 60 |                 |
| 8.  | Sampaio Corrêa      | 38 | 15 | 13 | 10 | 51–43   | +8  | 58 |                 |
| 9.  | Bahia               | 38 | 15 | 13 | 10 | 48–41   | +7  | 58 |                 |
| 10. | Luverdense          | 38 | 15 | 9  | 14 | 46–40   | +6  | 54 |                 |
| 11. | CRB Ú               | 38 | 15 | 9  | 14 | 47–45   | +2  | 54 |                 |
| 12. | Criciúma            | 38 | 12 | 13 | 13 | 36–41   | −5  | 49 |                 |
| 13. | Paraná              | 38 | 12 | 11 | 15 | 39–43   | −4  | 47 |                 |
| 14. | Atlético Goianiense | 38 | 11 | 13 | 14 | 36–46   | −10 | 46 |                 |
| 15. | Ceará               | 38 | 12 | 9  | 17 | 42–50   | −8  | 45 |                 |
| 16. | Oeste               | 38 | 10 | 14 | 14 | 37–45   | −8  | 44 |                 |
| 17. | Macaé Ú (K)         | 38 | 10 | 13 | 15 | 46–54   | −8  | 43 | 2016-os Série C |
| 18. | ABC (K)             | 38 | 6  | 14 | 18 | 41–64   | −23 | 32 | 2016-os Série C |
| 19. | Boa (K)             | 38 | 7  | 10 | 21 | 34–54   | −20 | 31 | 2016-os Série C |
| 20. | Mogi Mirim Ú (K)    | 38 | 4  | 11 | 23 | 32–69   | −37 | 23 | 2016-os Série C |

Utolsó frissítés: 2015. december 5. 
Forrás: Football League Tables 
A rangsorolás alapszabályai: 1. összpontszám, 2. egymás elleni eredmények összpontszáma, 3. gólkülönbség, 4. szerzett gólok száma.
(B): Bajnokcsapat, (K): Kieső csapat, (F): Feljutó csapat, (I): Kupainduló, (R): A rájátszás győztese, (KGY): Kupagyőztes

(Ú): Újonc

## Góllövőlista
| # | Játékos         | Csapat              | Gól |
| - | --------------- | ------------------- | --- |
| 1 | Zé Carlos       | CRB                 | 19  |
| 2 | Kieza           | Bahia               | 14  |
| 2 | Marcelo Toscano | América Mineiro     | 14  |
| 4 | Tozin           | Luverdense          | 13  |
| 5 | Alan Mineiro    | Bragantino          | 12  |
| 5 | Arthur          | Atlético Goianiense | 12  |
| 5 | Pipico          | Macaé               | 12  |
| 6 | Damián Escudero | Vitória             | 11  |
| 6 | Jobinho         | Bragantino          | 11  |